# Le Jugement dernier (Roublev)
Pour les articles homonymes, voir Jugement dernier (homonymie).
Le Jugement dernier (en russe : Страшный суд) est une fresque peinte par Andreï Roublev en 1408, sur les voûtes de la cathédrale de la Dormition de Vladimir en Russie. Les anciennes chroniques rapportent même le jour du début de la peinture de la cathédrale : le 25 mai 1408.

## Histoire
La scène du Jugement dernier fait partie de l'ensemble des fresques de la cathédrale de la Dormition de Vladimir. Vu l'immense volume de la cathédrale, l'ensemble n'a pu être réalisé que par dix à quinze maîtres sous la direction de Roublev. Daniil Tcherny faisait partie de ceux-ci. Une seule saison ne suffit pas pour réaliser l'ensemble des travaux qui se prolongent jusqu'en 1409 . Du fait des guerres qui ont suivi rapidement la création de cette fresque, la cathédrale fut pillée et les murs endommagés. À la suite du développement ultérieur de Moscou comme capitale et à la forte centralisation politique qui en résulte, la ville de Vladimir devient une ville de province un peu à l'écart de la capitale et la fresque tombe peu à peu dans l'oubli. En 1770, elle fait l'objet d'une restauration mais une grande partie de la fresque originale est détruite, les fresques qui subsistent sont recouvertes d'une autre peinture. En 1859 l'archéologue Fiodor Solntsev redécouvre d'anciennes fresques parmi lesquelles la fresque Le sein d'Abraham attribuée à Daniil Tcherny. Il poursuit ses recherches de manière plus intensive sous le contrôle de la Société archéologique de Moscou en 1882-1884. Durant les années qui suivent, Ivan Zabeline, grand spécialiste de la peinture russe ancienne, poursuit les travaux et découvre la composition Le Jugement dernier dans la nef centrale de la cathédrale sous d'autres couches de peintures. Le nettoyage complet des fresques n'est cependant effectué qu'en 1918-1919 sous la direction du peintre Igor Grabar.

## Description
La fresque du Jugement dernier se situe à l'ouest de la cathédrale, dans la nef centrale. Elle est réalisée au bas des bords de la voûte. Elle n'est pas fermée par un cadre mais reste " libre " tout en étant parfaitement intégrée à l'architecture de l'édifice. C'est la tâche qui était confiée à l'artiste : relier la peinture à l'architecture dans une même composition. Celle-ci traverse toute la surface de la voûte, d'un côté à l'autre, cernant le regard des spectateurs de tous côtés.
Le Christ pantocrator ou en gloire, de la parousie est représenté au sommet de la voûte, le visage entouré d'un nimbe. De sa main droite il désigne les justes et de la gauche les pécheurs. Au-dessus de lui deux séraphins déroulent les livres du ciel. Le livre se présente comme un rouleau de tissu sur lequel sont représentés ensemble : la lune, le soleil et des étoiles, ce qui forme un symbole apocalyptique de la fin des temps sur la terre. Sur l'intérieur de l'arcade suivante les quatre animaux symboles des quatre royaumes qui vont disparaître pour qu'arrive le « royaume du Bien » : celui de Babylone (l'ours), celui de Macédoine (la panthère ailée), celui de Rome (la lionne ailée), et celui de l'Antéchrist sous les traits d'une bête à corne à la queue de serpent. Les assemblées formées au bas des voûtes sont composées d'apôtres au premier rang et derrière eux d'anges. Tous ont les traits sereins et apaisés et baignent dans une atmosphère de couleurs passées. Au lieu d'évoquer les flammes de l'enfer et ses souffrances c'est une joie pascale de la Résurrection qui illumine la scène.
Au centre du mur ouest, sous la voûte, est représenté le trône du jugement dernier et, posé devant lui, ses attributs : une croix, une balance et le livre des actions des hommes. Le jour du jugement, c'est ce trône qu'occupera le Christ qui est en face au zénith de la voûte. À côté du trône sont représentés Adam et Ève qui représentent le genre humain, Notre-Dame et Jean le Baptiste. Vers l'extérieur, des anges, et plus bas, le premier des apôtres assis au premier rang de chacune des deux assemblées.
La disposition des personnages des apôtres et des anges sur le bas de la courbure de la voûte est similaire à celle utilisée par les auteurs de la fresque située dans la cathédrale Saint-Dimitri voisine. Mais dans cette dernière, les fresques du Jugement dernier datent du XIIe siècle et sont un des seuls éléments subsistant de la décoration intérieure des murs.  
À propos de l'attribution des œuvres elle se réduit à l'un ou l'autre des deux grands maîtres les plus connus de leurs contemporains : Roublev ou Tcherny. Bien qu'ayant tous deux des techniques et des styles proches les uns des autres, ils ont chacun leur personnalité, leur touche. Le temps a nivelé de nombreuses nuances des fresques originelles : des dégâts, des pertes de parties de fresques, des rénovations hasardeuses ont parfois fait disparaître le « masque » original du visage des personnages et des sujets, rendant très difficile leur attribution par les experts. 

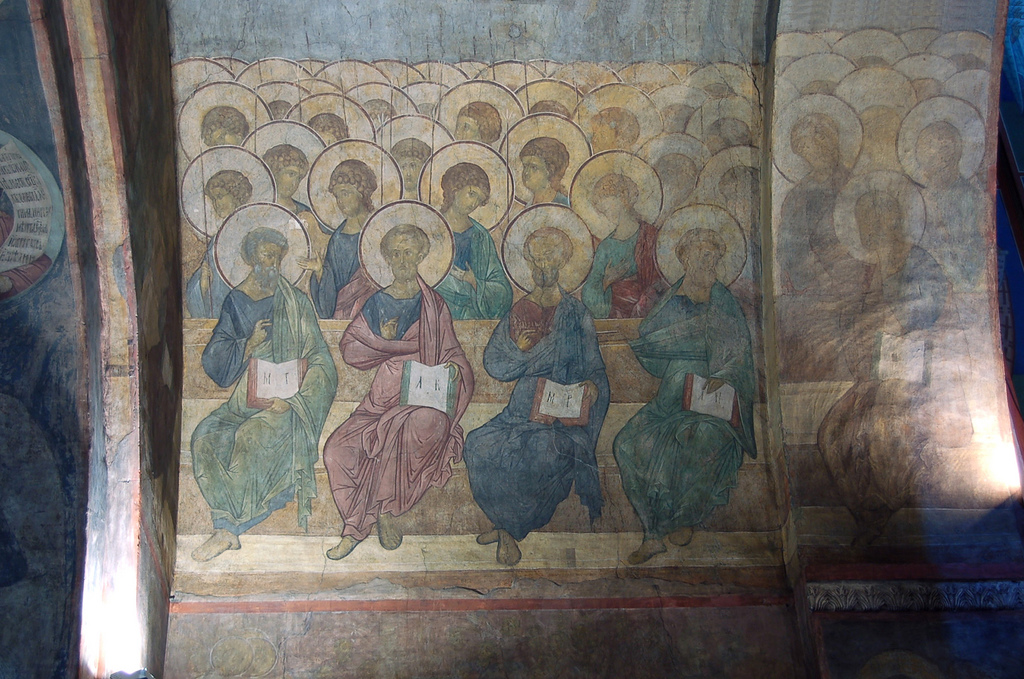
Fresque de Roublev, Vladimir cathédrale
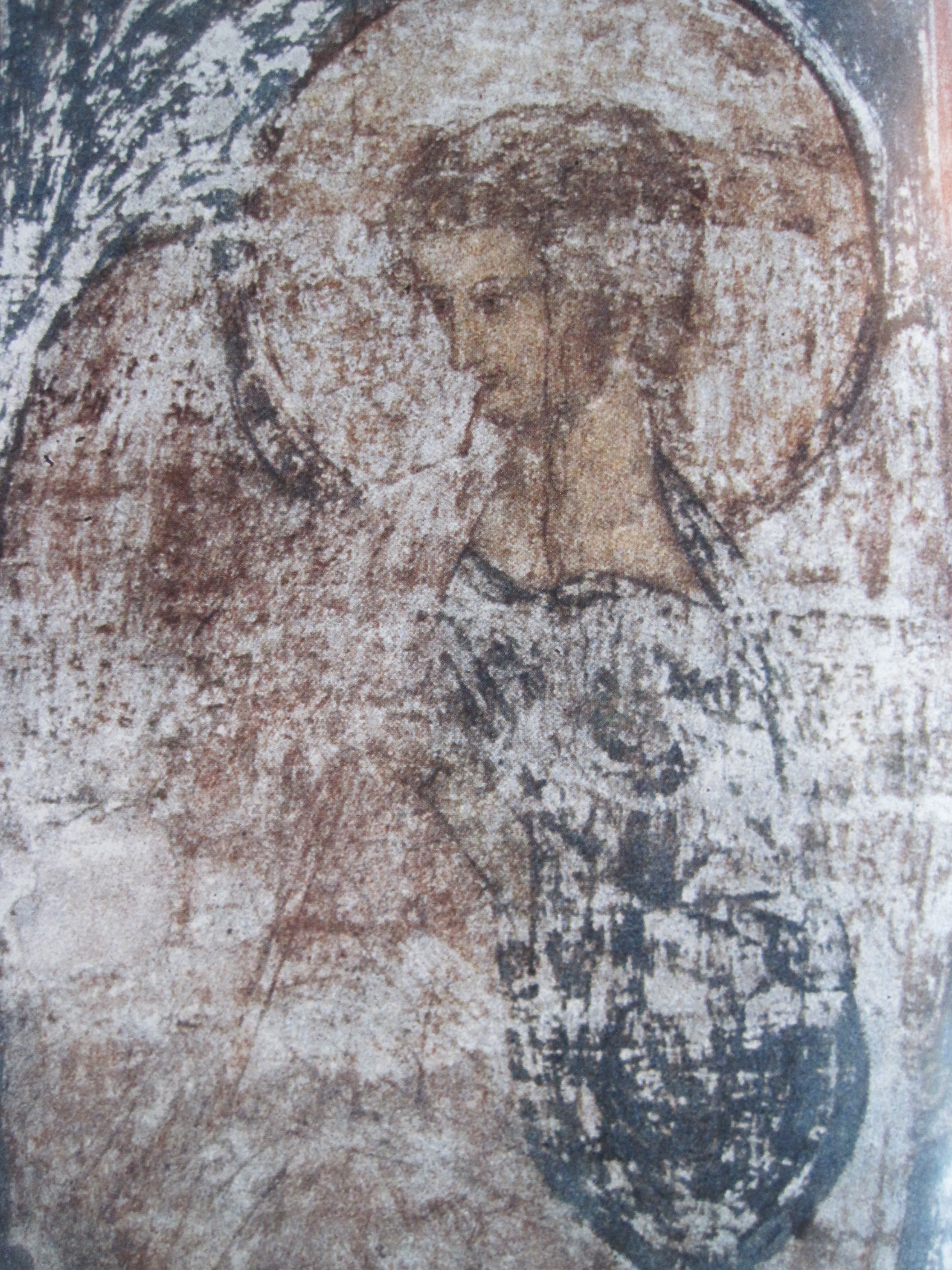
L'ange à la trompette du Jugement dernier (Roublev A.)(arc sud - nef centrale)